# Липња (притока Белке)
Липња (рус. Липня) река је на западу европског дела Руске Федерације. Протиче преко територије Дедовичког рејона на крајњем истоку Псковске области. Лева је притока реке Белке (притоке Шелоња), те део басена реке Неве, односно Финског залива Балтичког мора.
Дужина водотока је 29 km, а површина сливног подручја 210 km². Свој ток започиње у мањој мочвари недалеко од одмаралишта Пјатница на северозападу Дедовичког рејона. Углавном тече у смеру запада и нрпосредно пре ушћа нагло скреће ка северу. Улива се у Белку на њеном 28. километру тока код села Јарилово.
Њена најважнија притока је река Крутец коју прима са десне стране свега 4 km узводно од ушћа.